# Тимофеев, Александр Яковлевич
Александр Яковлевич Тимофеев (1865 — после 1917) — тамбовский адвокат, член IV Государственной думы от Тамбовской губернии.

## Биография
Родился 16 (28) октября 1865 года. Потомственный почётный гражданин.
Окончил Тамбовскую гимназию и юридический факультет Московского университета. По окончании университета в 1889 году занялся адвокатурой при Тамбовском окружном суде. Кроме того, состоял председателем правления Общества вспомоществования народным учителям Тамбовской губернии и членом многих просветительных и благотворительных учреждений.
После провозглашения Октябрьского манифеста вступил в партию кадетов. Состоял выборщиком по городу Тамбову в Государственные думы всех 4 созывов. В 1906 году на выборах в I Государственную думу не был допущен на губернское собрание вместе с четырьмя другими выборщиками-кадетами, так как выборы были отменены губернской избирательной комиссией под формальным предлогом. После этого исключенные направили протест в Государственную думу, которая аннулировала выборы в Тамбовской губернии.
В 1912 году был избран членом IV Государственной думы от 2-го съезда городских избирателей Тамбовской губернии. Входил во фракцию кадетов и Прогрессивный блок. Состоял секретарем комиссии по судебным реформам (с 2 декабря 1916), а также членом комиссий: финансовой, по военным и морским делам, по Наказу, а также по направлению законодательных предположений.
Во время Февральской революции не принимал участия в заседаниях Государственной думы по болезни. C 10 марта 1917 года возглавил отдел сношений с провинцией Временного комитета Государственной думы. С 8 июля по 8 августа 1917 года замещал П. В. Герасимова в должности начальника отдела сношений с войсками и населением. В том же году был избран членом ЦК кадетской партии.
Судьба после 1917 года неизвестна. Был женат, имел сына.
В советском беллетристическом произведении, претендующем на историческую достоверность, "Чекисты рассказывают", сказано, что  в 1921 году представитель тамбовских повстанцев, член их оперативного штаба Фёдоров встречался в Москве с сотрудником Коммунхоза, бывшим кадетом, бывшим присяжным поверенным, бывшим членом Думы Александром Яковлевичем Тимофеевым. Фёдоров обратился к нему с просьбой: "Это [антоновское] движение необходимо направить в правильное политическое русло, необходимо оздоровить его идейно. <...> придать идейную направленность". Тимофеев обещал посоветоваться с Кишкиным. Фёдоров был арестован там же в Москве, был ли при этом арестован Тимофеев не сообщалось.